# Schlacht von Heiligerlee
Westeuropa

Oosterweel – Dahlen – Heiligerlee – Jemgum – Jodoigne – Le Quesnoy – Brielle – Mons – Goes – 1. Mechelen – Naarden – Middelburg – Haarlem – Alkmaar – Geertruidenberg – Leiden – Delft – Valkenburg – Mooker Heide – Schoonhoven – Zierikzee – 1. Antwerpen – Gembloux – Rijmenam – 1. Deventer – Borgerhout – 1. Maastricht – 2. Mechelen – 1. Steenwijk – Kollum – 1. Breda – Noordhorn – Niezijl – Lochem – Lier – Eindhoven – Steenbergen – Ghent – Aalst – 2. Antwerpen – IJsseloord – Empel – Boksum – 1. Grave – 1. Venlo – Axel – Neuss – 1. Rheinberg – Zutphen – 1. Sluis – 1. Bergen-op-Zoom – 2. Geertruidenberg – 2. Breda – 2. Zutphen – 2. Deventer – Delfzijl – Knodsenburg – 1. Hulst – Nijmegen – Rouen – Caudebec – 2. Steenwijk – 1. Coevorden – 3. Geertruidenberg – 2. Coevorden – Groningen – Huy – 1. Groenlo – Lippe – Calais – 2. Hulst – Turnhout – 2. Rheinberg – 1. Moers – 2. Groenlo – Bredevoort – Enschede – Ootmarsum – 1. Oldenzaal – 1. Lingen – 1. Schenckenschans – Zaltbommel – Rees – San Andreas – Nieuwpoort – 3. Rheinberg – Ostende – 1. 's-Hertogenbosch – 2. Grave – Hoogstraten – 3. Sluis
Zwölfjähriger Friede

2. Lingen – 3. Groenlo – Aachen – Jülich – 2. Bergen op Zoom – Fleurus – 3. Breda – 2. Oldenzaal – 4. Groenlo – 2. 's-Hertogenbosch – Slaak – 2. Maastricht – Leuven – 2. Schenkenschans – 4. Breda – 2. Venlo – Kallo – 3. Hulst
Europäische Gewässer

Vlissingen – Borsele – Haarlemmermeer – Zuiderzee – Schelde – Lillo – Ponta Delgada – Bayona Islands – Golf von Almería – 1. Cadiz – Azoren – Straße von Dover – 2. Sluis – 1. Kap St. Vincent – 1. Gibraltar – 2. Gibraltar – 2. Cadiz – Lizard Point – Dünkirchen – Calais – Downs – 2. Kap St. Vincent – 2. St. Martin
Amerika

Bahia – Matanzas – St. Martin – San Juan – Abrolhos – Pernambuco – Südchile
Ostindien

Playa Honda – 1. San Salvador – 2. San Salvador – La Naval de Manila – Puerto de Cavite
Die Schlacht von Heiligerlee in der heutigen Provinz Groningen am 23. Mai 1568 fand zu Beginn des Achtzigjährigen Krieges statt, welcher erst mit dem Westfälischen Frieden im Jahr 1648 endete und zur Unabhängigkeit der Niederlande führte.

## Schlachtverlauf
Die niederländischen Rebellen stützten sich auf eine Armee aus 3900 Infanteristen und 200 Kavalleristen, geführt von Ludwig und Adolf von Nassau, zwei Brüdern von Wilhelm I. von Oranien-Nassau.
Die Armee des Statthalters der Spanier in Groningen, Johann de Ligne, Graf von Aremberg, bestand aus 3200 Infanteristen und 20 Kavalleristen. Der Statthalter der Spanier vermied zuerst die Konfrontation und wartete auf Verstärkung, aber am 23. Mai kam es doch zur Schlacht. Aremberg verlor zwischen 1500 und 2000 Mann, während die Rebellen nur 50 Mann verloren, unter ihnen Adolf von Nassau, dessen Tod in der niederländischen Nationalhymne Het Wilhelmus erwähnt wird: „Graef Adolff is ghebleven, in Vriesland in den slaech.“ Auch Johann de Ligne fiel auf dem Schlachtfeld.

## Folgen
Nach der Schlacht gelang es der Armee der niederländischen Rebellen nicht, Groningen oder eine der Städte der Provinz einzunehmen. Die „festen Plätze“ blieben in spanischer Hand. Infolgedessen mussten sich die Rebellen in Richtung Ostfriesland zurückziehen. Die Spanier folgten ihnen ins Rheiderland und besiegten sie am 21. Juli 1568 in der Schlacht von Jemgum.

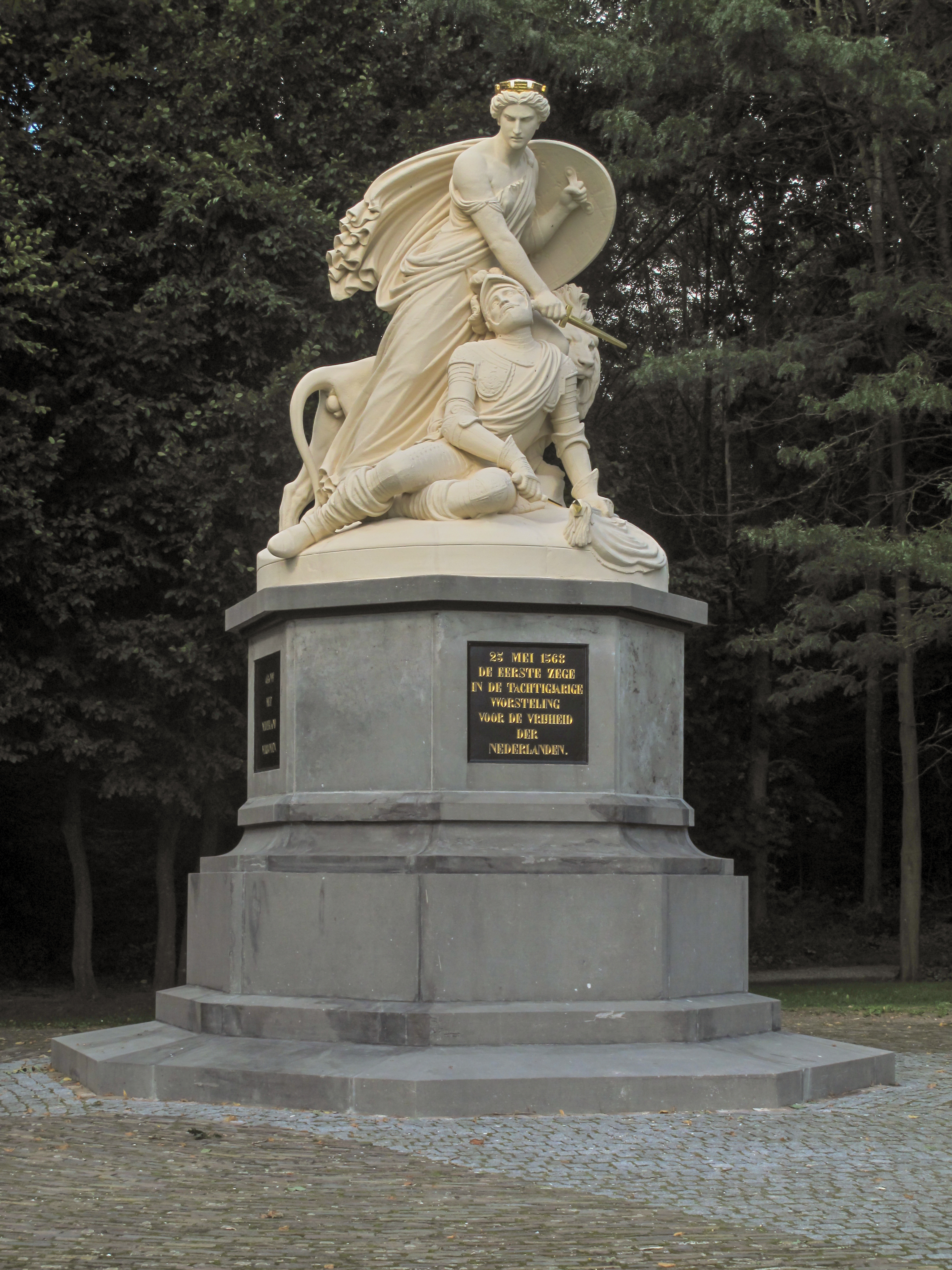
Das Graaf Adolfmonument in Heiligerlee

## Gedenken
Zur Erinnerung an die Schlacht errichteten niederländische Patrioten 1825/1826 ein erstes Denkmal in Form eines 5 Meter hohen Obelisken.
Dieses erste Denkmal wurde durch das heutige Denkmal, das Graaf Adolfmonument, ersetzt. Kronprinz Wilhelm und Prinz Heinrich von Oranien-Nassau legten am 23. Mai 1868, dem 300. Jahrestag der Schlacht, dessen Grundstein. Der Entwurf stammte vom niederländischen Maler Johannes Hinderikus Egenberger, die Ausführung übernahm der belgische Bildhauer Joseph Geefs. König Wilhelm III. enthüllte das Denkmal am 23. Mai 1873. Es stellt die „niederländische Magd“ (Nederlandse maagd) als Inbegriff der Nation dar, die den sterbenden Grafen Adolf beschirmt. Auf einer Seite des Sockels ist als Inschrift zu lesen: „25. Mai 1568 / Der erste Sieg im achtzigjährigen Kampf um die Freiheit der Niederlande.“